# Alfa Romeo C39
El Alfa Romeo C39 fue un monoplaza de Fórmula 1 diseñado por Alfa Romeo Racing para disputar la temporada 2020. La unidad de potencia, el sistema de transmisión de ocho velocidades y el sistema de recuperación de energía son de Ferrari. Es conducido por Kimi Räikkönen y Antonio Giovinazzi.

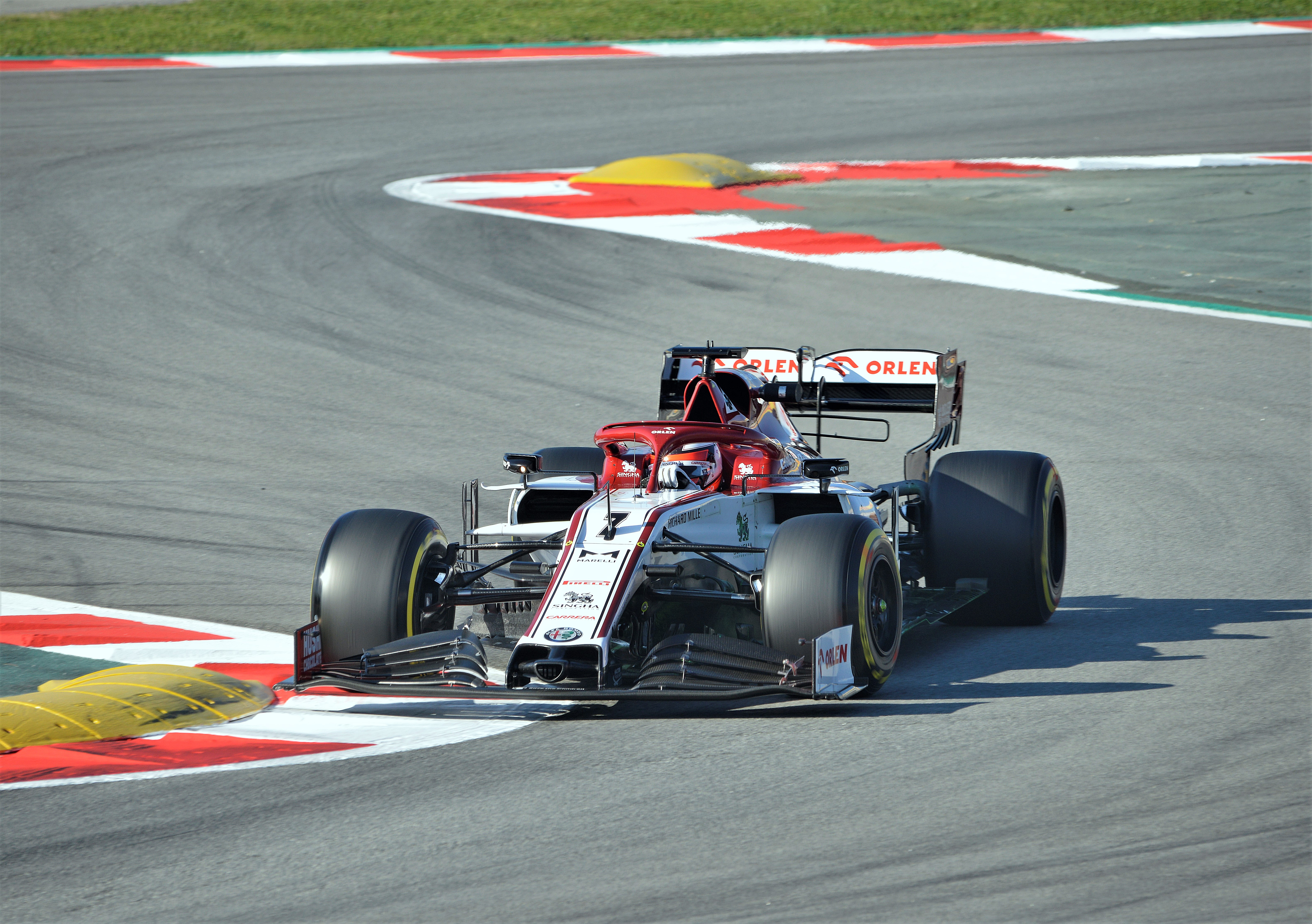
C39 de Räikkönen en pretemporada.

Fue probado previamente el 15 de febrero de 2020 en un filming day en el circuito de Fiorano, y presentado oficialmente en el circuito de Barcelona-Cataluña cuatro días más tarde, previo a los entrenamientos de pretemporada.
Debido a la pandemia de COVID-19, se tuvo que retrasar los reglamentos técnicos que estaban planeados introducirse en 2021. Luego de un acuerdo entre las escuderías y la Federación Internacional del Automóvil (FIA), los monoplazas con especificación 2020, incluido el C39, volverán a ser utilizados en 2021.
El chasis fue renombrado como Alfa Romeo C41 y lo manejan nuevamente Räikkönen y Giovinazzi, y el piloto de pruebas Robert Kubica, que sustituye al finlandés en Países Bajos tras dar positivo de COVID-19.

## Resultados
(Clave) (negrita indica pole position) (cursiva indica vuelta rápida)

| Año     | Motor                  | Neu. | N.º | Pilotos            | 1   | 2   | 3   | 4   | 5   | 6   | 7   | 8   | 9   | 10  | 11  | 12  | 13  | 14  | 15  | 16  | 17  | 18  | 19  | 20  | 21  | 22  | Puntos | Pos. |
| ------- | ---------------------- | ---- | --- | ------------------ | --- | --- | --- | --- | --- | --- | --- | --- | --- | --- | --- | --- | --- | --- | --- | --- | --- | --- | --- | --- | --- | --- | ------ | ---- |
| 2020    | Ferrari 065 V6 Turbo   | P    |     |                    | AUT | EST | HUN | GBR | 70A | ESP | BEL | ITA | TOS | RUS | EIF | POR | EMI | TUR | BHR | SAK | ABU |     |     |     |     |     | 8      | 8.º  |
| 2020    | Ferrari 065 V6 Turbo   | P    | 7   | Kimi Räikkönen     | Ret | 11  | 15  | 17  | 15  | 14  | 12  | 13  | 9   | 14  | 12  | 11  | 9   | 15  | 15  | 14  | 12  |     |     |     |     |     | 8      | 8.º  |
| 2020    | Ferrari 065 V6 Turbo   | P    | 99  | Antonio Giovinazzi | 9   | 14  | 17  | 14  | 17  | 16  | Ret | 16  | Ret | 11  | 10  | 15  | 10  | Ret | 16  | 13  | 16  |     |     |     |     |     | 8      | 8.º  |
| 2021    | Ferrari 065/6 V6 Turbo | P    |     |                    | BHR | EMI | POR | ESP | MON | AZE | FRA | EST | AUT | GBR | HUN | BEL | NED | ITA | RUS | TUR | USA | MEX | SÃO | QAT | ARA | ABU | 13     | 9.º  |
| 2021    | Ferrari 065/6 V6 Turbo | P    | 7   | Kimi Räikkönen     | 11  | 13  | Ret | 12  | 11  | 10  | 17  | 11  | 15  | 15  | 10  | 18  | WD  | WD  | 8   | 12  | 13  | 8   | 12  | 14  | 15  | Ret | 13     | 9.º  |
| 2021    | Ferrari 065/6 V6 Turbo | P    | 88  | Robert Kubica      |     |     |     |     |     |     |     |     |     |     |     |     | 15  | 14  |     |     |     |     |     |     |     |     | 13     | 9.º  |
| 2021    | Ferrari 065/6 V6 Turbo | P    | 99  | Antonio Giovinazzi | 12  | 14  | 12  | 15  | 10  | 11  | 15  | 15  | 14  | 13  | 13  | 13  | 14  | 13  | 16  | 11  | 11  | 11  | 14  | 15  | 9   | Ret | 13     | 9.º  |
| Fuente: |                        |      |     |                    |     |     |     |     |     |     |     |     |     |     |     |     |     |     |     |     |     |     |     |     |     |     |        |      |

### Citas
1. ↑  «Alfa Romeo Racing C41». Sauber Group (en inglés). Sauber Group. Archivado desde el original el 28 de junio de 2021. Consultado el 10 de marzo de 2021.
2. ↑  Molina, Sandra (19 de febrero de 2020). «Alfa Romeo presenta su monoplaza para 2020: el C39». F1AlDía.com. Consultado el 19 de febrero de 2020.
3. ↑  Marchi, Fabio (15 de febrero de 2020). «El Alfa Romeo C39 muestras su novedades rodando en Fiorano». Mundo Deportivo. Consultado el 19 de febrero de 2020.
4. ↑  de Celis, Jose Carlos (19 de febrero de 2020). «Alfa Romeo presenta el C39, su monoplaza para 2020». lat.motorsport.com. Consultado el 19 de febrero de 2020.
5. ↑  Herrero, Daniel (20 de marzo de 2020). «Formula 1’s new regulations delayed until 2022». Speedcafe (en inglés). Consultado el 19 de enero de 2021.
6. ↑  Nugnes, Franco (19 de enero de 2021). «Alfa Romeo intercambia el nombre de su coche para 2021». es.motorsport.com. Motorsport Network. Consultado el 19 de enero de 2021.
7. ↑  «2020 & 2021 FIA FORMULA ONE WORLD CHAMPIONSHIP ENTRY LIST». Fédération Internationale de l'Automobile (en inglés). Consultado el 19 de enero de 2021.
8. ↑  «Kubica sustituye en los Países Bajos a Raikkonen, positivo en covid». La Vanguardia. 4 de septiembre de 2021. Consultado el 4 de septiembre de 2021.
9. ↑  «Alfa Romeo C39 • STATS F1». STATS F1. Consultado el 5 de julio de 2020.

- Datos: Q84695887
- Multimedia: Alfa Romeo C39 / Q84695887